# Đurđena Zaluški-Haramija
Đurđena Zaluški-Haramija (Vinkovci, 1928. – Zagreb, 2008.) je bila hrvatska slikarica. Bila je supruga Živka Haramije.
Studirala je na ALU u klasi prof. Tomislava Krizmana. Kod njega je završila poslijediplomski studij grafike.
Radove joj u početku karakterizira lirska apstrakcija. Slika racionalizirane i suzdržane kretnje, pejzažne kompozicije. Djela su joj prepoznatljiva po bjelini jedva istkanih crteža, finoća i suptilnost mirnih slavonskih krajolika.